# Classe Sverige
La classe Sverige fu una classe di corazzate costiere della Svenska marinen, che con un dislocamento contenuto di 7.000 t riuscivano a concentrare un armamento di tutto rispetto, costituito da due torri binate da 283mm (11.1 pollici L/45) come armamento principale e 8 cannoni da 152mm (6 pollici L/50) come armamento secondario.

## Progetto
Nei primi anni del secolo scorso, anche la Svezia non era sfuggita alla "corsa agli armamenti" in atto nelle principali nazioni europee. Le marine, in particolare, erano lo strumento con cui le nazioni si confrontavano per determinare il proprio rango di potenza. Con una crescita esponenziale delle principali flotte, la Svezia aveva iniziato a temere di non potersi confrontare adeguatamente con squadre navali che fossero entrate nel Mar Baltico anche solo a scopo intimidatorio, pertanto era diventato necessario dotarsi di navi che potessero svolgere una funzione di deterrenza oltre che di sorveglianza e protezione delle coste e del traffico marittimo nazionale.
Valutati come inadeguati i guardacoste corazzati e gli incrociatori allora in servizio, ci si risolse a progettare una nuova classe di navi più potenti, pianificando la realizzazione di quattro unità, di cui solo tre effettivamente costruite mentre la quarta fu cancellata per ragioni di bilancio.
Per la realizzazione dell'unità capoclasse, HMS Sverige, fu attivata una pubblica sottoscrizione che raccolse perfino più denaro del necessario, a testimonianza del patriottismo del popolo svedese e dell'importanza che esso dava alla propria marina. 

## Specifiche alla costruzione
Dislocamento
- HMS Sverige
  - 6,852 t standard;
  - 7,516 t a pieno carico,
  - 7,080 t - Jane's Fighting Ships 1938
    - HMS Sverige ricostruita 1932-1933
- HMS Drottning Victoria e HMS Gustav V:
  - 7,125 t standard
  - 7,633 t a pieno carico
  - 7,120 t - HMS Drottning Victoria - Jane's Fighting Ships 1938
  - 7,275 t - HMS Gustav V - Jane's Fighting Ships 1938
    - HMS Gustav V ricostruita 1929-1930, modernizzata 1937
    - HMS Drottning Victoria ricostruita 1935

Dimensioni
- Lunghezza: 392.8 ft (119.7 m) - HMS Sverige
- Lunghezza: 396.6 ft (120.9 m) - HMS Drottning Victoria e HMS Gustav V
- Larghezza (baglio massimo): 18.6 m (61 ft)
- Pescaggio: 6.7 m (22.0 ft)

Corazzatura
- Cintura: 200/150–60 mm (7.9/5.9-2.4 in)

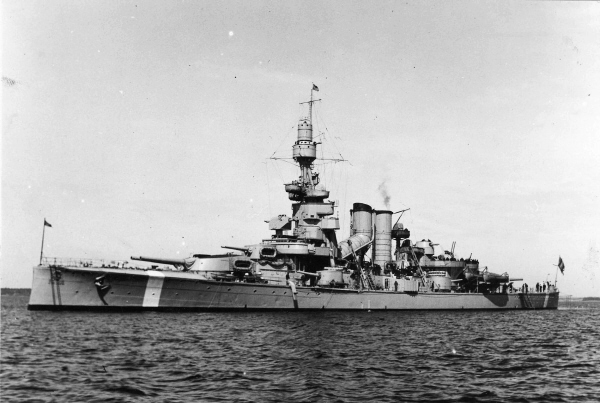
La Sverige durante la seconda guerra mondiale, come si evince dalle bande bianche di netutralità.

- Torrette: 8" (203mm) frontale, 4" (152mm) laterale, 4" e 3/8 sul retro
- Torre di comando: 175/100–60 mm (6.9 in)
- Ponte: 1" e 5/8
- Ridotto: 4"
- Barbette: 6"
- Torrette minori: 5" frontale, 3" laterali

Propulsione
- 4 assi; Turbine Curtis ad accoppiamento diretto per 20,000 SHP in Sverige; 12 caldaie a carbone tipo Yarrow
- 2 assi; Turbine ad ingranaggi Westinghouse realizzate dalla Motala Company sulle Gustaf V e Drottning Victoria per 22,000 SHP; 12 caldaie a carbone tipo Yarrow
- Tutte le navi vennero aggiornate con caldaie ad olio combustibile negli anni trenta (Su Gustaf V e Drottning Victoria venne deciso per ragioni strategiche di conservare la capacità di bruciare carbone per garantire la loro operatività con combustibile alternativo se la Svezia fosse stata privata della propria fornitura di petrolio)

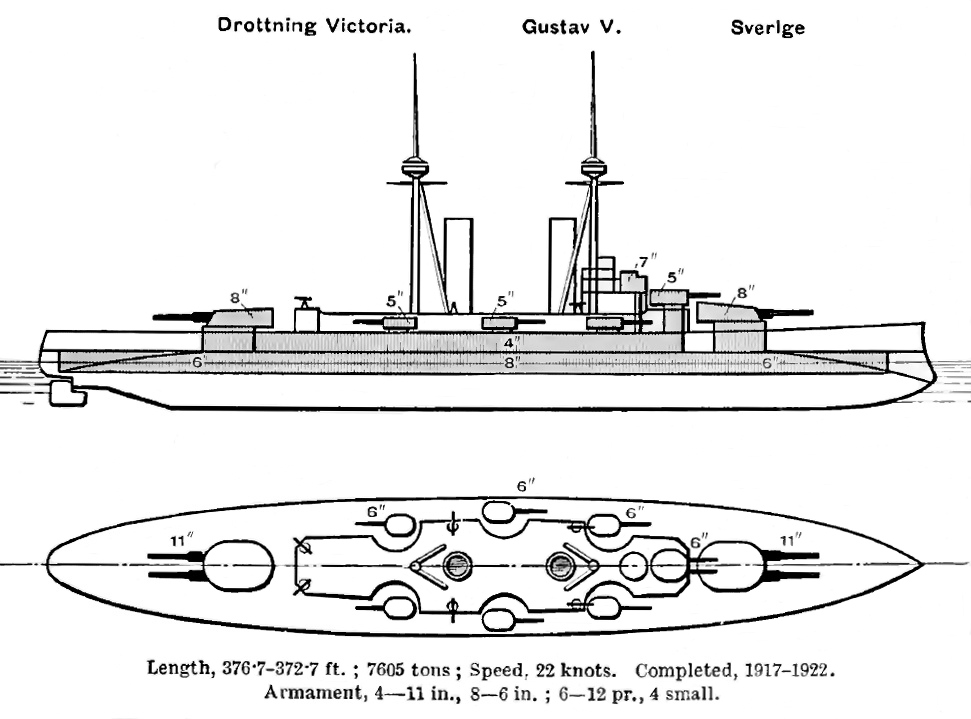
I diagrammi della classe secondo i piani originari

Armamento
- 4 cannoni 283 mm (11.1" 45 calibri) Bofors (2 torrette binate), caricamento in 17 secondi, partizioni di divisione tra i cannoni
- 8 cannoni da 152 mm (6" 50 calibri) Bofors a tiro rapido (1 torretta binata sopraelevata rispetto alla torretta principale anteriore, e 6 torrette singole, 3 per fiancata)
- 4 cannoni antiaerei Bofors da 75 mm installati in postazioni singole nella zona centro-poppiera della nave
- 2 cannoni Bofors a canna corta da 57 mm (6 pdr.)
- 9 mitragliatrici da 6,5 mm
- 2 tubi lanciasiluri da 457 mm (18 in) in installazione subacquea

Armamento dopo la modernizzazione (tardi anni trenta fino alla seconda guerra mondiale)
- I tubi lanciasiluri subacquei vennero rimossi, e la relativa camera di lancio venne convertita in una centrale di tiro nella quale venne installato un moderno controllo fuoco per le batterie principale, secondaria ed antiaerea, ed alla quale vennero asserviti moderni telemetri.
- Tutta l'artiglieria di piccolo calibro e i 2 pezzi da 152 mm centrali vennero rimossi e rimpiazzati da moderni cannoni antiaerei Bofors da 75mm, 40mm e 20mm.
- La portata dei cannoni principali da 283 mm (11.1 pollici) venne migliorata da nuove munizioni.

Equipaggio
- 450 dopo la ricostruzione

Aspetto
Tutte e tre le navi avevano un aspetto similare dopo la ricostruzione. La Gustav V aveva i due fumaioli riuniti in uno unico e le sovrastrutture modificate pesantemente. La Sverige ebbe il fumaiolo anteriore troncato dalla sovrastruttura che venne modificata, e mantenne il secondo fumaiolo, rendendo l'aspetto della nave molto diverso da quello delle altre due tra le torri principali.
La "Gustav-V" ebbe anche la torretta anteriore binata da 152mm rimossa, e rimpiazzata da una piattaforma per artiglieria antiaerea girostabilizzata (4 cannoni da 40mm Bofors L/60) mentre "Sverige" e "Drottning Victoria" ebbero le loro torrette singole di mezza nave da 152mm rimosse e rimpiazzate da piattaforme girostabilizzate per cannoni antiaerei Bofors da 40mm binati.